# Pauline Gedge
Pauline Gedge (* 1945 in Auckland, Neuseeland) ist eine Schriftstellerin. Ihre Kindheit verbrachte sie vom sechsten bis zum vierzehnten Lebensjahr in England, jetzt lebt sie in Alberta, Kanada. Ihre Bücher sind in 18 Sprachen übersetzt worden.
Ihre bekanntesten Werke sind Die Herrin vom Nil über das Leben der ägyptischen Pharaonin Hatschepsut, Pharao, Das Mädchen Thu und der Pharao, Der Sohn des Pharao, Die Herrin Thu sowie ihre Trilogie der Der Herrscher zweier Länder, die Der fremde Pharao, In der Oase und Die Straße des Horus enthält.